# Синко Бају (Флорида)
Синко Бају (енгл. Cinco Bayou) град је у америчкој савезној држави Флорида. По попису становништва из 2010. у њему је живело 383 становника.

## Демографија
Према попису становништва из 2010. у граду је живело 383 становника, што је 6 (1,6%) становника више него 2000. године.
| Група             | 2000.       | 2010.       |
| Белци             | 297 (78,8%) | 292 (76,2%) |
| Афроамериканци    | 48 (12,7%)  | 37 (9,7%)   |
| Азијати           | 15 (4,0%)   | 21 (5,5%)   |
| Хиспаноамериканци | 14 (3,7%)   | 23 (6,0%)   |
| Укупно            | 377         | 383         |